# Cyclosorus castaneus
Cyclosorus castaneus är en kärrbräkenväxtart som beskrevs av Alan Reid Smith och Lorence. Cyclosorus castaneus ingår i släktet Cyclosorus och familjen Thelypteridaceae. Inga underarter finns listade.

## Bildgalleri

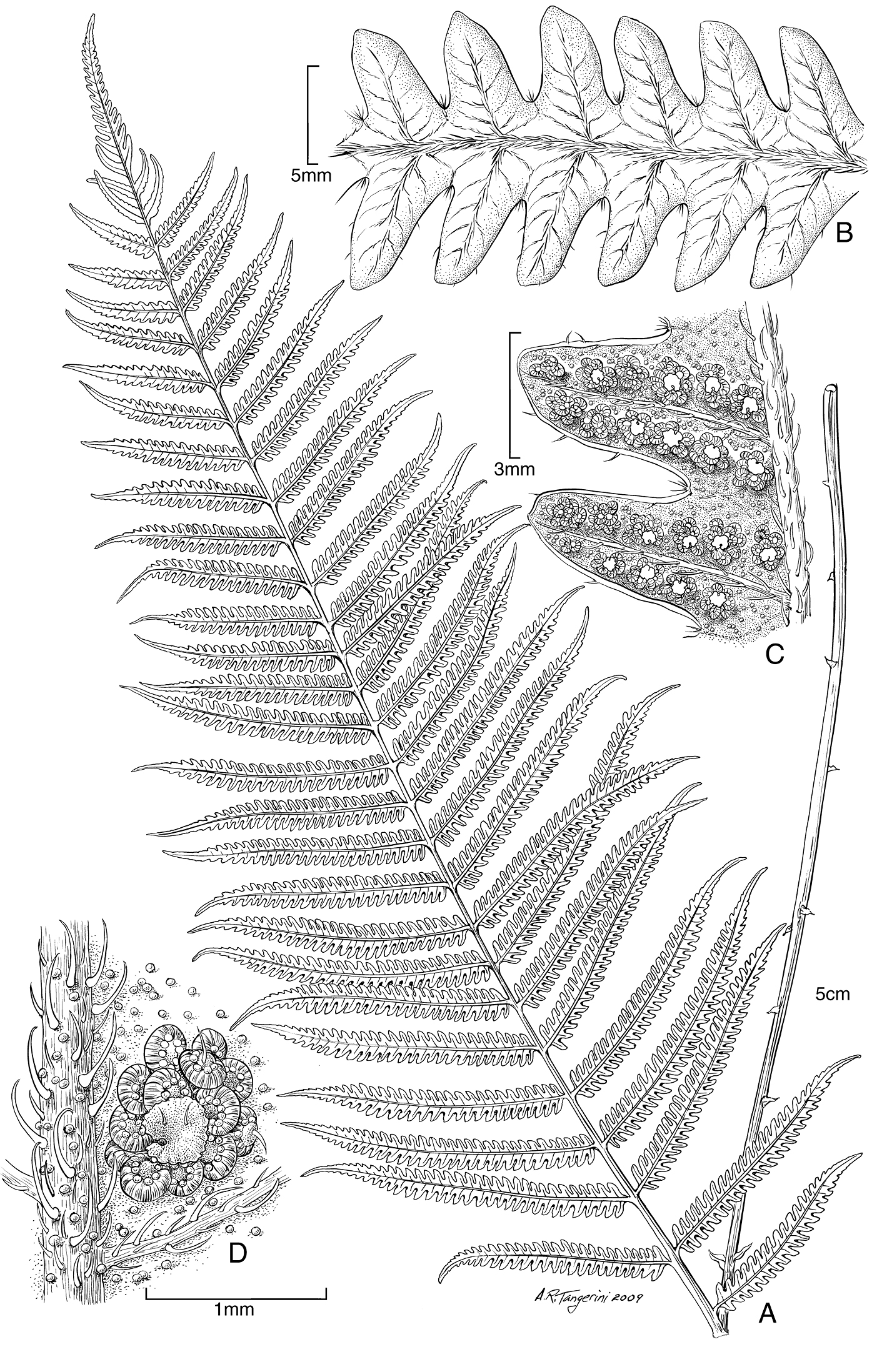